# Holger Fink
Holger Fink (født 16. juli 1879 i Stubbom, død 21. august 1959 i Aabenraa) var købmand og borgmester i Aabenraa, broder til arkitekt Jep Fink.
Holger Fink var landmandssøn og blev uddannet i forretninger i Vejen, Broager og Flensborg samt på Jyllands handelsakademi, inden han slog sig ned som købmand i Aabenraa. Han var borgmester i Aabenraa 1920-1946, medlem af Nationalbankens repræsentantskab 1923-36, af Danmarks Nationalbanks bestyrelse og repræsentantskab fra 1936, formand i Sønderjyllands Kreditforening, formand i bestyrelsen for A/S Cimbria, medlem af bestyrelsen for A/S Aabenraa Kul-Kompagni fra 1920, for A/S De Danske Spritfabrikker og for A/S Danisco, medlem af direktionen for A/S Sønderjydsk Frøforsyning, Frøavl og Frøhandel, medlem af Turistrådet, Ridder af Dannebrog og Dannebrogsmand.